# Palmar (ort)
Palmar är en ort i Colombia.   Den ligger i departementet Santander, i den centrala delen av landet, 230 km norr om huvudstaden Bogotá. Palmar ligger 907 meter över havet och antalet invånare är 360.
Terrängen runt Palmar är bergig norrut, men söderut är den kuperad. Runt Palmar är det ganska tätbefolkat, med 222 invånare per kvadratkilometer. Närmaste större samhälle är Socorro, 8,5 km söder om Palmar. Omgivningarna runt Palmar är huvudsakligen savann.